# François de Beaumont
François de Beaumont, baron des Adrets (né en 1512 ou 1513 - mort en 1587) est un capitaine dauphinois des guerres de Religion. Réputé pour sa cruauté dans les actions, il est un fidèle partisan des troupes protestantes, puis change de camp en 1564 pour rejoindre les catholiques.

## Biographie
Il naît vers 1512 ou 1513 dans la maison-forte de son père à Villard-Château, dans la commune des Adrets. 
De 1525 à 1559, il guerroie en Italie, où il se distingue par sa bravoure sous les ordres du maréchal de Brissac. Il est fait prisonnier en 1558, à Moncalvo par les Espagnols et doit payer rançon pour se libérer.

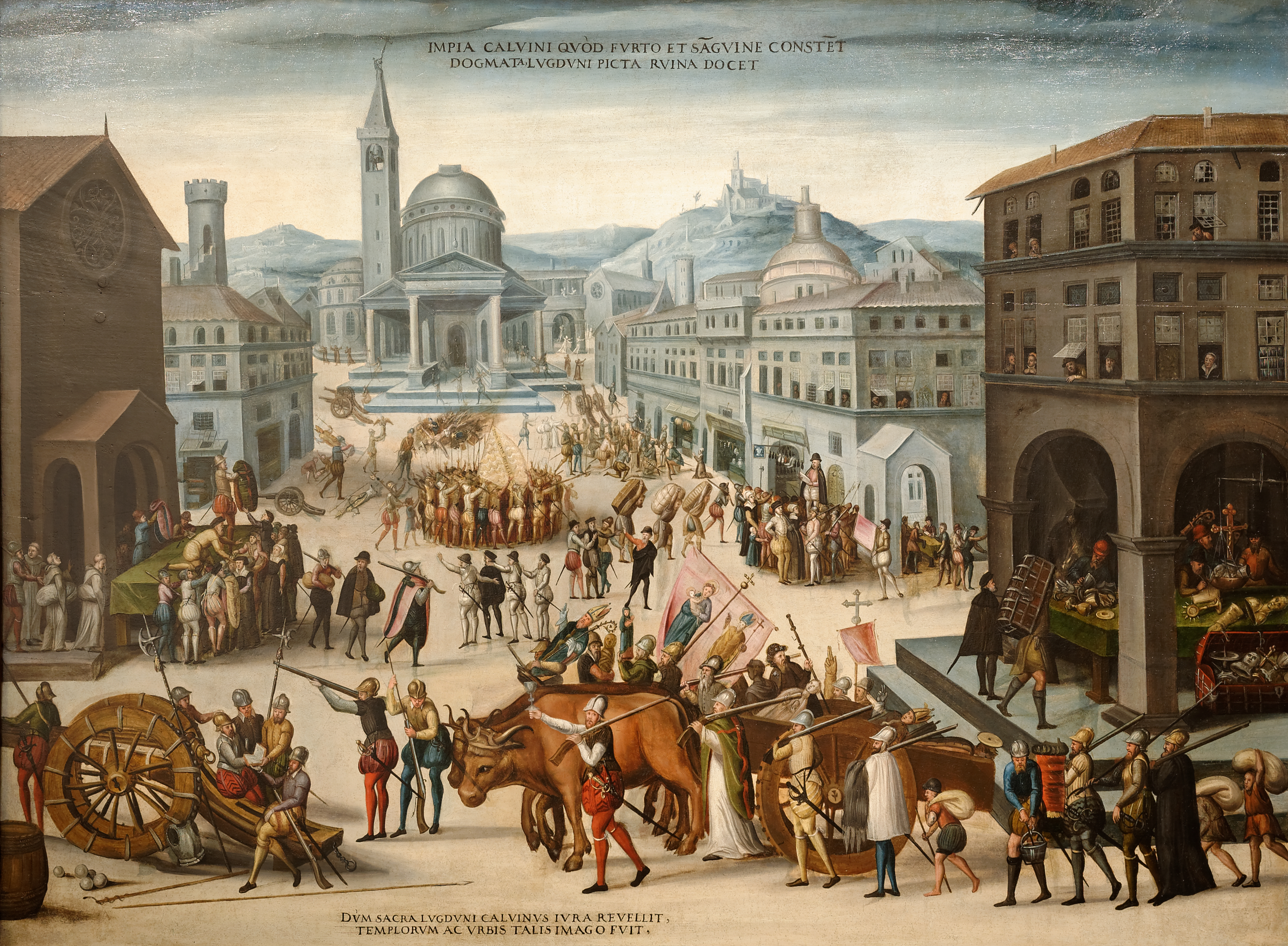
Sac de Lyon par les iconoclastes en 1562, école d'Antoine Caron, XVIe siècle.

À la suite du massacre de Wassy en mars 1562 par le duc de Guise puis des défaites des armées protestantes à Cahors, Amiens, Sens, il prend en avril le commandement des protestants de Provence, et pénètre dans Valence avec 8 000 hommes. À partir de cet instant et par des chevauchées fulgurantes, il pille et saccage Vif, déroute l'adversaire à Romans-sur-Isère, Vienne et Grenoble où il pille la collégiale Saint-André et la cathédrale Notre-Dame de Grenoble. Ils pillent et brûlent le monastère de la Grande Chartreuse, le 5 juin 1562. Le 5 mai 1562, il rentre victorieux dans la ville de Lyon. Après avoir pris Feurs dans le Forez, le 3 juillet, il marche sur Montbrison à la tête de quatre mille hommes et s'en empare le 14 juillet 1562. Il y fait sauter la garnison du haut des remparts sur des piques. Cette pratique, vite popularisée sous le nom de "sauterie", fut appliquée assez systématiquement à la population (défenseurs et  religieux en particulier) des villes prises par le baron et ses lieutenants, notamment (outre Montbrison) à Romans-sur-Isère, Pierrelatte, Mornas et Saint-Marcellin. Elle est mentionnée à plusieurs reprises par Agrippa d'Aubigné.
Le baron se dirige ensuite directement vers le château de Montrond, où le gouverneur du Forez s'était retranché. Il y entre le lendemain ; puis, y laissant Quintel, un de ses lieutenants, se retire à Lyon, non sans avoir laissé derrière lui de nombreuses traces de sang. À Montrond il pille l'église ; et parce qu'ils étaient trop lents à lui apporter les vases sacrés, il fait, ajoute la chronique, « jeter en bas du clocher le curé et le marguillier ».
Cette façon de faire la guerre déplaît à Calvin. Le 17 juillet, il est remplacé à Lyon, au poste de lieutenant général, par Soubise. Le récit des représailles d’Orange par les troupes papales le met en furie. Il brûle la Grande Chartreuse, puis pille et massacre dans plusieurs villes de la vallée du Rhône. Le 2 août 1562, le palais des papes de Sorgues, défendu par une garnison italienne, fut brûlé par le baron.
Son contemporain Jacques-Auguste de Thou narre : « le Baron va à Tulette, à deux lieues de Valréas, il chasse les Italiens qui sont en garnison à Caderousse, à Bédarrides, à Courthézon, à Orange, à Sarrians, à Piolenc, et à Châteauneuf. Il se rend maître du pont de Sorgues, et du fort qui est dessus. L'épouvante et la frayeur que son arrivée causent dans le pays sont si grandes, que même la ville d'Avignon craint et se prépare à soutenir un siège : mais il fait tout d'un coup volte-face, et tourne du côté de Carpentras, qu'il croit pouvoir surprendre par finesse ».
Un historien du début du XIXe siècle donne une version légèrement différente : « Il attaque le superbe château du Pont de Sorgues, anciennement bâti par le cardinal François de Clermont. Quelques Italiens mis en garnison par Fabrice Serbelloni, font mine de  vouloir le défendre : il les enterra tous pêle-mêle dans les cendres de la place presque entièrement brûlée ».
Le baron ruina aussi le couvent des Célestins de Gentilly de Sorgues.
En novembre, il rencontre le duc de Nemours, assiégé dans Vienne, qui offre au baron des Adrets le titre de gouverneur du Dauphiné. Mais en décembre Condé le démet de son poste.
Le baron quitte alors la religion protestante et revient au catholicisme.
En 1564, le baron des Adrets, alors catholique, échoue devant Sancerre, place forte protestante. Il juge l'entreprise difficile et conseille à Claude de La Châtre, gouverneur du Berry, de se retirer. En 1567, il repart en guerre aux côtés du lieutenant général du Dauphiné, Bertrand de Gordes, sous la bannière des catholiques à la tête de son régiment, le régiment des Adrets. Deux ans plus tard il se remet en campagne, mais son infanterie est écrasée à Selongey. Enfin, dans le Trièves, il gagne sa dernière bataille contre Lesdiguières.
Il se retire dans son château de la Frette où il emploie son humeur belliqueuse qui l'avait conduit à tant d'excès à des procès contre des membres de sa famille, sa belle-mère et sa belle-sœur pour l'héritage de son beau-père. Il meurt en 1587, dans son lit, (certains auteurs donnent la date du 2 février). On ignore le lieu de sa sépulture.

## Famille
Il est le fils de Georges de Beaumont, baron des Adrets et de Jeanne de Guiffrey, sœur de Guigues Guiffrey. Il épouse Claude de Gumin dont il a plusieurs enfants. Aucun de ses deux ou trois fils ne lui a survécu. L'un d'eux trouve la mort au siège de La Rochelle en 1573. Il laisse également deux filles dont une seule a des descendants.

## Archives
En 2013, le conseil général de l'Isère a pu acquérir en préemption pour les archives départementales de l'Isère, une lettre rédigée le 11 juillet 1572 par François de Beaumont, informant le lieutenant général du Dauphiné Bertrand de Gordes de l'état d'avancement d'un rassemblement de soldats près de Grenoble.

Représentation du Baron des Adrets
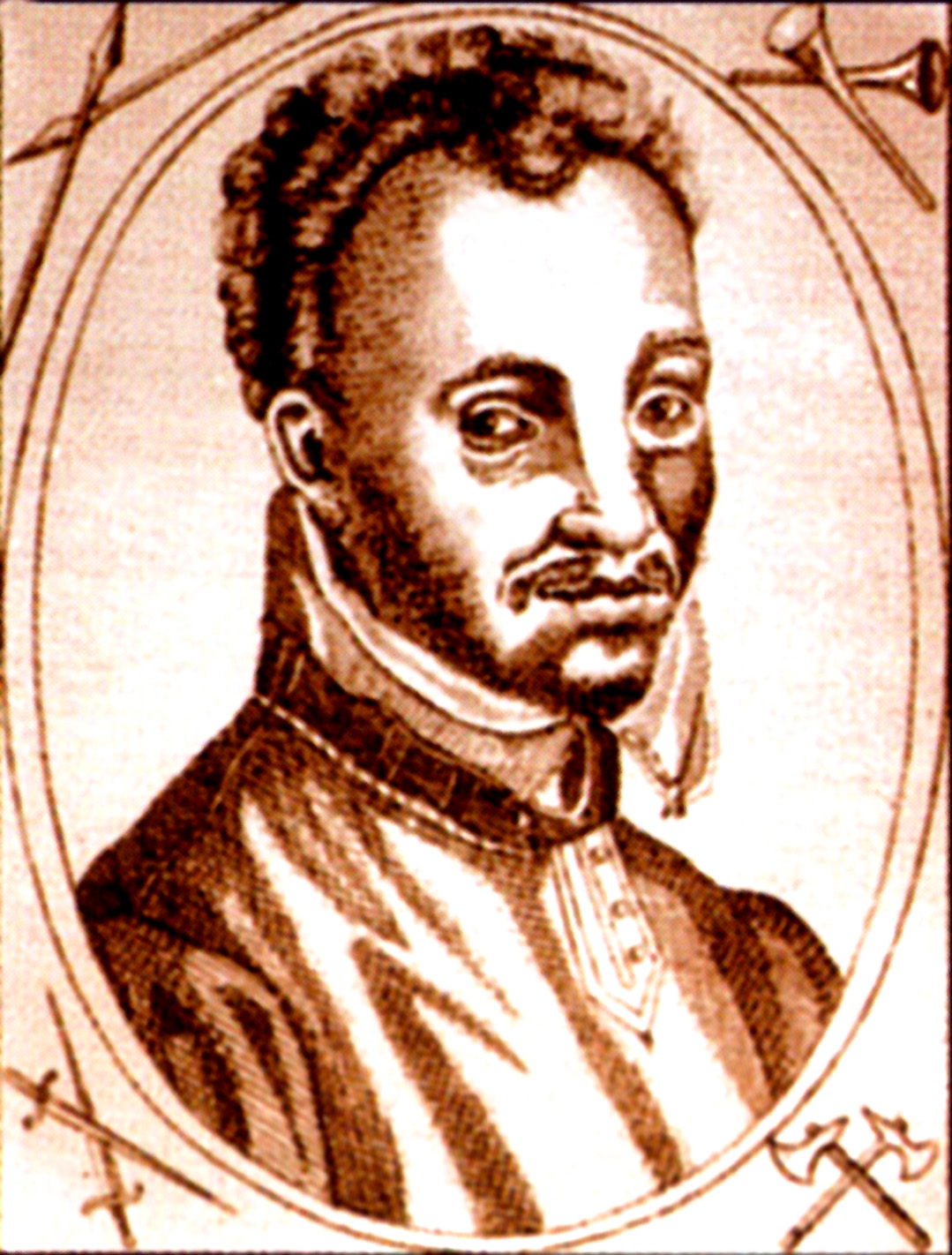
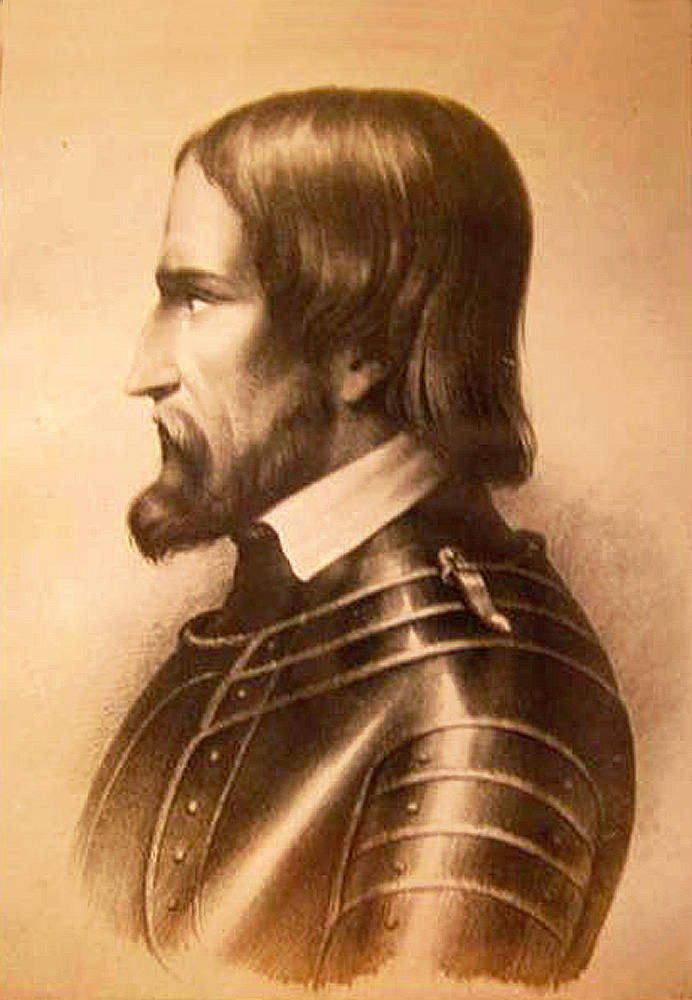
Plaque de verre, collection V Perrot, 1910.